# さまよう小指
『さまよう小指』（さまようこゆび）は、日本の映画作品。
竹葉リサ監督にとって初の長編作品であり、ゆうばり国際ファンタスティック映画祭 2014で、最高賞にあたるオフシアター・コンペティション部門のグランプリと、批評家賞であるシネガー・アワードの2冠に輝いた他、ロッテルダム国際映画祭2014、プチョン国際ファンタスティック映画祭2014、シッチェス・カタロニア国際映画祭2014にも正式出品された。
2014年9月14日より9月26日まで、東京・テアトル新宿で2週間限定レイトショー公開される。

## あらすじ
桃子は、5歳の頃から片思いをしている涼介の小指からクローンをつくり、夢のような日々を過ごす。その矢先、涼介本人にクローンの存在がばれてしまい、はなればなれに…!?

## キャスト
- 涼介 / 小指（2役）[1] - 小澤亮太
- 桃子 - 我妻三輪子
- 真奈美 - 末永遥
- かでなれおん
- 仁科貴
- 山岸門人
- 笹神 - 津田寛治

## スタッフ
- 監督・脚本 - 竹葉リサ
- クリエイティブプロデューサー・編集 - 蔭山周
- 撮影 - 釘宮慎治
- 美術 - 片桐真理子
- 音楽 - 藤永憲太郎
- 主題歌 - Andersons「Young Love」
- 録音 - 小牧将人
- 整音 - 平間文人
- 照明 - 杉本周士
- 衣裳デザイン - 増田翠
- ヘアメイク - 元木美紗
- 助監督 - ラドリー・シー
- アニメーター - 沼口雅徳
- アクション監督 - 園村健介